# Kelurahan Margamulya
Kelurahan Margamulya är en administrativ by i Indonesien.   Den ligger i provinsen Jawa Barat, i den västra delen av landet, 17 km öster om huvudstaden Jakarta.